# ハンガリー陸軍

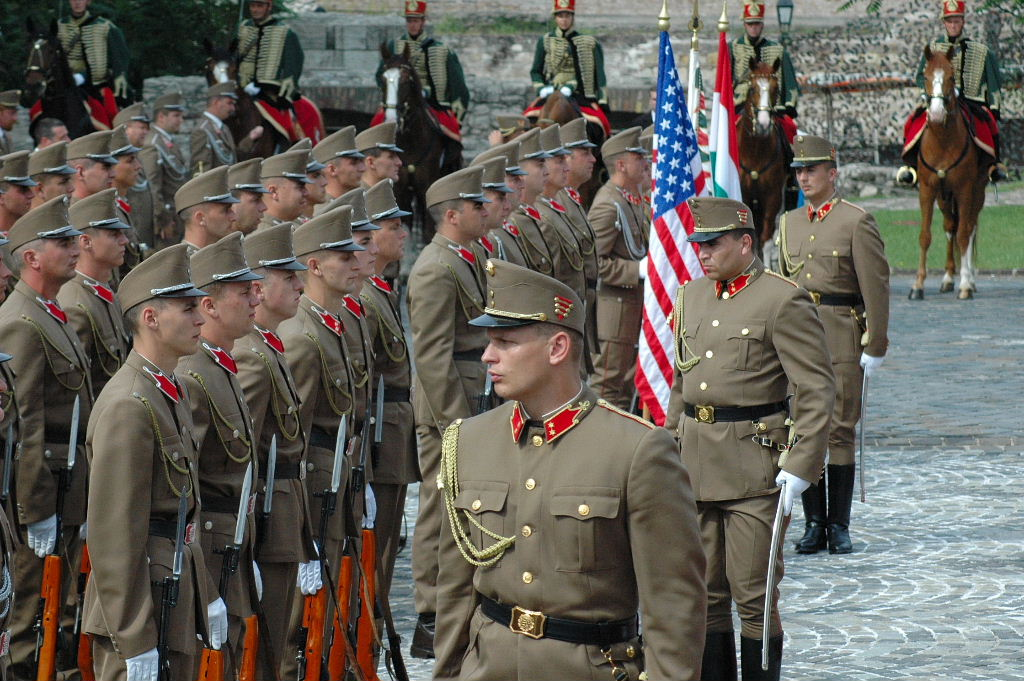
整列する陸軍兵士

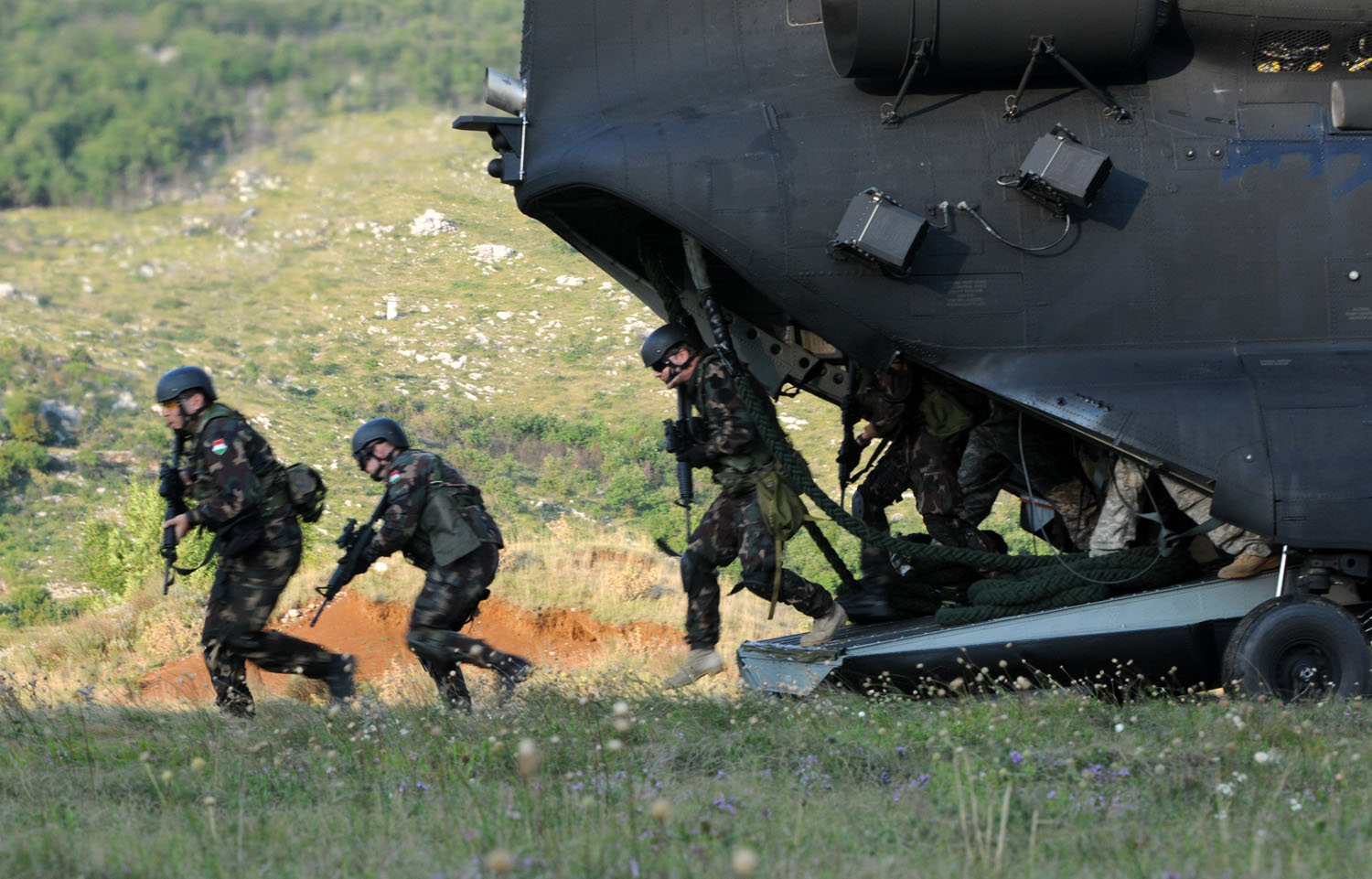
CH-47から降りる特殊部隊の兵士（クロアチアにて）

ハンガリー陸軍（ハンガリーりくぐん；ハンガリー語: Magyar Honvédség）は、ハンガリー共和国の陸軍組織である。ハンガリー地上軍とも訳される。

## 組織・編成
ハンガリー陸軍は、2007年から国防軍傘下として統合された。国防省は文民統制により維持されている。2024年時点での陸軍の人員数は10,450名で、このほかに各軍合計で20,000名の予備役を有する。
- 統合軍司令部
  - 第5歩兵旅団
  - 第25歩兵旅団
  - 第88軽混成大隊
  - 第34特殊部隊大隊
  - 第59"デジェー・セントジョルジ"戦術航空基地（ケチケメート基地）
  - 第12アラボナ対空ミサイル連隊
  - 第86'ソルノク'ヘリコプター航空団(ソルノク基地)
  - 第37工兵連隊
  - 第93NBC大隊
  - 第43指揮通信支援連隊
  - 第54ヴェスペレム航空監視連隊
  - 民間軍事協力心理戦センター
  - "ゲオルギー・アーサ"NBCセンター
  - 国際平和訓練センター
  - 軍事輸送センター
  - 第1水中処分河川小艇隊大隊
  - 第64補給連隊
  - バコニ戦闘訓練センター
  - パパ基地

## 装備

### 携行武器
- CZ P-07/09
- H&K MP5
- CZ スコーピオンEVO3
- AKM-63
- Cz805
- レミントンM870
- M24 SWS
- M249
- PKM
- M320 グレネードランチャー
- RPG-7
- ゲパード
- M2重機関銃

### ミサイル
- 9K111[1]
- 9K111-1[1]

### 戦車
- T-72M1×44[1]
- レオパルト2A4HU×12[1]
- レオパルト2A7HU×1[1]

### 装甲戦闘車両
- KF-41×8以上[1]
- BTR-80A/AM×120[1]
- BTR-80×260[1]
- BTR-80M-NBC×14[1]
- Gidrán（英語版）×50[1]
- マックスプロ・プラス×12[1]
- ハンヴィー

### 火砲
- PzH2000×21以上[1]
- M-37×50[1]

### 工兵・支援車両
- ベルゲパンツァー3 ビュッフェル×1[1]
- VT-55A×8[1]
- WISENT2×1[1]
- BLG-60×8[1]
- MTU[1]
- TMM[1]

### 輸送車両
- G-270 CDI BA 10
- G-280 CDI BA6 C+R SSA FB6
- ランドクルーザー
- トヨタハイラックス
- ウニモグ
- トランジット